# Csanádapáca
Csanádapáca è un comune dell'Ungheria di 2 914 abitanti (dati 2001) . È situato nella contea di Békés.